# Platycypha rufitibia
Platycypha rufitibia – gatunek ważki z rodziny Chlorocyphidae.